# مارتن شاريتش
مارتن شاريتش (بالإسبانية: Martin Šarić)‏ هو لاعب كرة قدم أرجنتيني في مركز الوسط، ولد في 18 أغسطس 1979 في بوينس آيرس في الأرجنتين. لعب مع بوليتنيكا ياشي وسبورتيفو لوكوينو ونادي أوتسيلول غالاتسي ونادي تساليه ونادي تورونتو ونادي رييكا ونادي زغرب ونادي هبوعيل بئر السبع ونويفا شيكاجو.

## وصلات خارجية
- مارتن شاريتش على موقع الدوري الأمريكي (الإنجليزية)
- مارتن شاريتش على موقع قاعدة بيانات كرة القدم.إي يو (الإنجليزية)
- مارتن شاريتش على موقع Soccerway.com (الإنجليزية)